# نبرد وارناکرت
شورش سال‌های ۶۹۷–۷۰۵ به رهبری سمبات باگراتونی که در نبرد وارناکرت پادگان عرب نخجوان به تعداد ۸۰۰۰ نفر را که به مقابله با او آمده بودند درهم شکست و همه‌شان را نابود ساخت. سمبات به کمک بیزانس قسمت اعظم ارمنستان را اشغال کرد و از تصرف اعراب بدرآورد. لیکن سرانجام عرب‌ها لشکر عظیمی به فرماندهی محمد نام گرد آوردند و این لشکر توانست اگر نه همهٔ ارمنستان لااقل شهرهای عمدهٔ آن را دوباره متصرف شود. این پیروزی سرکوبی وحشتناکی به دنبال داشت و نشانهٔ آن حمام خونی بود که در نخجوان ریختند و بسیار مشهور است. عرب‌ها عدهٔ زیادی از نجبا را با خانواده‌هایشان به بهانهٔ سرشماری در کلیسای بزرگ شهرگرد آوردند (جمعاً ۸۰۰ نفر) و همه‌شان را کشتند (۷۰۵)